# Basket Ferentino
El Basket Ferentino fue un equipo de baloncesto italiano con sede en la ciudad de Ferentino, en Lacio. Compitía en la Serie A2 Oeste, la segunda división del baloncesto en Italia. Disputaba sus partidos en el Palazzetto dello Sport Ponte Grande.

## Posiciones en Liga
- 2006 - (1-C1)
- 2007 - (13-B1)
- 2008 - (10-B1)
- 2009 - (3-A Dil)
- 2010 - (10-A Dil)
- 2011 - (5-DNA)
- 2012 - (2-DNA)
- 2013 - (10-Lega2)
- 2014 - (9-LNP Gold)
- 2015 - (6-LNP Gold)

## Palmarés
- Subcampeón Copa LNP (2015)
- Subcampeón Serie A Dilettanti (2012)

## Jugadores destacados
| - Luca Garri - Marco Giuri - Lorenzo Panzini - Muhammad El-Amin - Rodney Green - Reggie Hamilton - William Mosley - Markel Stars - Omar Thomas | - Manuel Carrizo - Paul Biligha - Kyle Johnson - Nika Metreveli - Delroy James - Laurence Ekperigin - Ryan Bucci - Chris Mortellaro |